# Fedex Cup

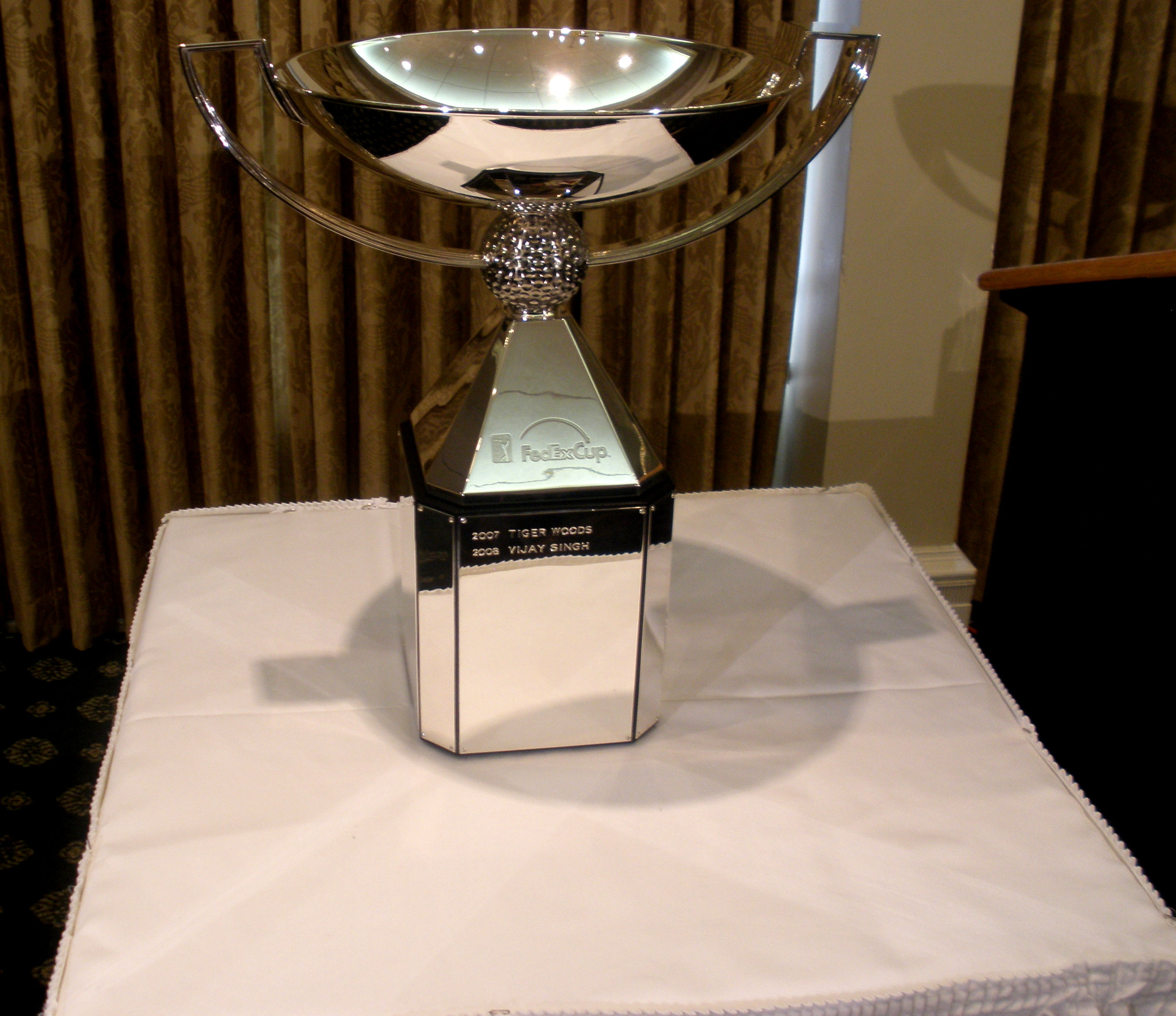

FedEx Cup, i marknadsföringssyfte skrivet FedExCup, är PGA Tourens slutspel som består av fyra stycken slutspelstävlingar. FedEx Cup introducerades först 2007 och Justin Thomas är 2017 års vinnare. 
Under 2013 kom FedEx Cup att spela en allt tyngre roll för spelarna. Innan 2013 var det spelarnas placering på penningligan som avgjorde ifall en spelare fick behålla sina spelrättigheter (det s.k. "tourkortet") på PGA Tour. Detta ändrades i och med säsongen 2013–2014, och därefter så får de 125 högst placerade spelarna på FedEx Cup poänglista spelrättigheter för den nästkommande säsongen.
FedEx Cup avslutas med The Tour Championship som årligen spelas på East Lake Golf Club i Atlanta.

## Format

### Kvalificering för slutspelen
Spelarna delges FedEx Cup-poäng beroende på deras placering i en PGA Tourtävling. Målet är att vara bland de 125 högst rankade spelarna vi slutet av "regular season", vilket är i augusti med Wyndham Championship som sista tävling innan slutspelen. Sedan PGA Tour ändrade säsongsupplägget 2013, så spelas tävlingarna innan slutspelen från oktober till augusti.
Poängfördelningen spelarna erhåller för en vinst är mellan 300 och 600, beroende på vilken tävling det är.

### Slutspelstävlingarna
| Tävling                        | Antal spelare                                                               | Kvalgräns                                             |
| ------------------------------ | --------------------------------------------------------------------------- | ----------------------------------------------------- |
| The Northern Trust             | Top 125 efter FedEx Cup poängranking. (efter Wyndham Championship)          | Kvalgräns efter 36 hål, top 70 spelare och delningar. |
| Dell Technologies Championship | Top 100 efter FedEx Cup poängranking. (efter The Northern Trust)            | Kvalgräns efter 36 hål, top 70 spelare och delningar. |
| BMW Championship               | Top 70 efter FedEx Cup poängranking. (efter Dell Technologies Championship) | Ingen                                                 |
| Tour Championship              | Top 30 efter FedEx Cup poängranking. (efter BMW Championship)               | Ingen                                                 |

Antalet poäng som delas ut för att vinna varje playoff är 2 500, vilket är fem gånger det belopp som för en ordinarie tävling under säsongen, med undantag för de fyra majortävlingarna samt Players Championship som ger 600 poäng för vinst, och WGC-tävlingarna som ger 550 poäng. Efter den tredje slutspelstävlingen, får de 30 bästa spelarna medverka i finalen. Poängen återställs inför finalen så att spelare nummer 1 har 2500 poäng, spelare nummer 2 har 2250 poäng, ner till spelare nummer 30 som ges 210 poäng. Poängsystemet är skapat så att alla av de 30 spelarna har en chans att vinna FedEx Cup, men de 5 bästa spelarna ges den bästa chansen, alla de fem bästa spelarna garanteras att vinna FedEx Cup genom att vinna The Tour Championship.
Från och med 2025 infördes att alla 30 deltagare vid Tour Championship börjar på lika villkor – utan någon poäng- eller strokefördel baserat på tidigare placering .
Spelaren med mest poäng efter The Tour Championship vinner FedEx Cup och får $10 000 000 i prispengar av en totalt $35 000 000 stor bonus. Tvåan får $3 000 000, 3:e plats $2 000 000, 4:e plats $1 500 000 och 5:e plats $1 miljon. Denna fördelning fortsätter ner till spelarna på 126:e–150:e plats, som erhåller $32 000 vardera.
Vinnaren av FedEx Cup erhåller även spelrättigheter på PGA Tour för de fem säsongerna som följer.

## Tidigare vinnare
| År   | Spelare         | Nationalitet | Poäng   | Segermarginal | Events | Vinster (slutspel) | Top 5s | Pre-Cup ranking | Pre-Cup poäng | Spelade Pre-Cup events |
| ---- | --------------- | ------------ | ------- | ------------- | ------ | ------------------ | ------ | --------------- | ------------- | ---------------------- |
| 2017 | Justin Thomas   | USA          | 3,000   | 660           | 4      | 1                  | 2      | 2               | 2,689         | 21                     |
| 2016 | Rory McIlroy    | Nordirland   | 3,120   | 740           | 4      | 2                  | 2      | 36              | 973           | 14                     |
| 2015 | Jordan Spieth   | USA          | 3,800   | 1,493         | 4      | 1                  | 1      | 1               | 4,169         | 21                     |
| 2014 | Billy Horschel  | USA          | 4,750   | 1,650         | 4      | 2                  | 3      | 69              | 722           | 23                     |
| 2013 | Henrik Stenson  | Sverige      | 4,750   | 2,007         | 4      | 2                  | 2      | 9               | 1,426         | 14                     |
| 2012 | Brandt Snedeker | USA          | 4,100   | 1,273         | 4      | 1                  | 2      | 19              | 1,194         | 18                     |
| 2011 | Bill Haas       | USA          | 2,760   | 15            | 4      | 1                  | 1      | 15              | 1,273         | 22                     |
| 2010 | Jim Furyk       | USA          | 2,980   | 252           | 3      | 1                  | 1      | 3               | 1,691         | 18                     |
| 2009 | Tiger Woods (2) | USA          | 4,000   | 1,080         | 4      | 1                  | 3      | 1               | 3,341         | 13                     |
| 2008 | Vijay Singh     | Fiji         | 125,101 | 551           | 4      | 2                  | 2      | 7               | 15,034        | 19                     |
| 2007 | Tiger Woods     | USA          | 123,033 | 12,578        | 3      | 2                  | 3      | 1               | 30,574        | 13                     |